# Liberato
Liberato (pronunciació en napolità: [libːəˈrɑːtə], pronunciació en italià: [libeˈraːto]; Nàpols, ?) és un cantant italià la identitat del qual és anònima. Tot i que l'idioma napolità predomina en les seves lletres, sovint barreja paraules o frases senceres en italià, anglès, francès o castellà.

## Biografia

### Identitat
Des del principi de la seva carrera, Liberato va triar mantenir-se totalment anònim, fins al punt de no revelar mai ni tan sols el seu rostre. En una entrevista concedida a la revista Rolling Stone, només va afirmar haver nascut a Nàpols i respondre pel pseudònim Liberato. La seva data de naixement no és coneguda amb certesa, tot i que un col·laborador va declarar el 2023 que tenia 32 anys.
El misteri relacionat amb la seva autèntica identitat és un dels trets més distintius de la seva figura. Per protegir-ho, en els seus concerts sovint és acompanyat per dobles o actua amagat rere una pantalla.

### Debut (2017-2019)
La seva carrera comença el 14 de febrer de 2017, quan llança a YouTube el videoclip de la seva primera cançó, Nove maggio, que l'endemà publica en la resta de principals plataformes. El 9 de maig del mateix any, estrena el segon senzill, Tu t'e scurdat' 'e me, i per primera vegada apareix en vídeo la figura de Liberato, tot i que mai es mostra la seva cara. El tercer senzill, Gaiola Portafortuna, va ser publicat el 19 de setembre, una data significativa ja que coincideix tant amb la celebració de la festivitat de Sant Gener, patró de Nàpols, com amb l'aniversari de la massacre de Castel Volturno, on la camorra va matar sis immigrants d'origen africà.
A l'inici del 2018 puja al YouTube el vídeo de Me staje appennenn' amò, on destaca especialment la temàtica LGBT. Després de mesos d'absència en les xarxes socials, el 12 de juny de 2019 es publica el seu primer àlbum, amb el títol Liberato. Acompanyant els temes inèdits de l'àlbum hi ha una sèrie de vídeos en cinc episodis que pren el nom de CRV (Capri Rendez-Vous).

### Ultras(2020-2021)
L'any 2020 és l'autor de la banda sonora de la pel·lícula de Netflix "Ultras", i el 23 de març publica un àlbum amb les cançons de la pel·lícula, on es troben col·laboracions amb 3D (àlies de Robert del Naja, membre de Massive Attack) i Gaika.
El 9 de maig de 2021 publica el senzill E te veng' a piglià, i el 22 de juny del mateix any s'estrena la cançó Chiagne ancora de Ghali, amb la participació de Liberato i del raper J Lord.

### Liberato II(2022-present)
El seu segon àlbum original es publica el 9 de maig de 2022 amb el nom de Liberato II i està compost per 6 cançons inèdites i una versió electrònica de la tarantel·la tradicional Cicerenella. L'estrena de l'àlbum va estar acompanyada per la publicació a YouTube del videoclip de Partenope, on apareix l'actor Giacomo Rizzo. El juliol de 2022 realitza un concert gratuït a l'illa de Procida amb la col·laboració de l'empresa d'alimentació Voiello.
El 3 de març de 2023 publica el senzill 'O dj (Don't give up), que forma part de la banda sonora de la pel·lícula Mixed by Erry de Sydney Sibilia. Al mateix temps, anuncia una gira musical per Europa a l'estiu, amb concerts a Berlín, París, Londres i Dour, i que es conclou a Nàpols amb tres nits de concert en la Plaça del Plebiscit.
Apareix a l'Estadi Diego Armando Maradona de Nàpols durant les celebracions per la victòria de l'equip Napoli a la Sèrie A. En aquesta ocasió interpreta una versió al piano de la seva cançó O core nun tene padrone, on esmenta tots els jugadors de l'equip d'aquest any i l'entrenador Luciano Spalletti.
El 22 de novembre de 2023 s'anuncia la seva participació a l'edició del 2024 del Primavera Sound de Barcelona.

## Discografia

### Àlbums d'estudi
- 2019 – Liberato
- 2022 – Liberato II
- 2025 – Liberato III

### Bandes sonores
- 2020 – Ultras

### Senzills
Com a artista principal
- 2017 – Nove maggio
- 2017 – Tu t'e scurdat' 'e me
- 2017 – Gaiola portafortuna
- 2018 – Me staje appennenn' amò
- 2018 – Intostreet
- 2018 – Je te voglio bene assaje
- 2020 – We Come from Napoli (amb 3D i Gaika)
- 2020 – 'O core nun tene padrone (feat. 3D)
- 2021 – E te veng' a piglià
- 2023 – 'O Dj (Don't Give Up)
- 2023 – 'O core nun tene padrone (1926 mix)
- 2024 – Lucia (Stay with Me)
- 2025 – Viennarì

Com a col·laborador
- 2021 – Chiagne ancora (amb Ghali i J Lord)
- 2021 – Je 'o tteng e t'o ddòng' (amb Bawrut)
- 2024 – Sbagli e te ne vai (amb Co'Sang)

## Gires
- TOURNAMM' A CAS (2023)[10]